# Powiat Sławieński

Verwaltungseinteilung des Powiat Sławieński

Der Powiat Sławieński ist ein Powiat (Landkreis) im Nordosten der Woiwodschaft Westpommern in Polen.

## Städte und Gemeinden
Der Powiat Sławieński umfasst sechs Gemeinden, davon
zwei Stadtgemeinden:
- Darłowo (Rügenwalde)
- Sławno (Schlawe)

und vier Landgemeinden:
- Darłowo (Rügenwalde-Land)
- Malechowo (Malchow)
- Postomino (Pustamin)
- Sławno (Schlawe-Land)

## Nachbarlandkreise
|                           | Ostsee                                      |                      |
|                           | Kompassrose, die auf Nachbargemeinden zeigt | Powiat Słupski Stolp |
| Powiat Koszaliński Köslin |                                             |                      |

## Partnerschaften
- Landkreis Bad Doberan, Deutschland
- Powiat Kłodzki, Polen
- Powiat Limanowski, Polen